# ワタナベシンイチ
ワタナベ シンイチ（1964年9月6日 - ）は、日本のアニメ監督・演出家。本名は渡邊 慎一（わたなべ しんいち）。通称はナベシン。

## 経歴
神奈川県横浜市出身。
1年間浪人を経て大学受験に失敗するも、絵を描くことが好きであったことから東京デザイナー学院（現東京ネットウエイブ）に入学。同校卒業後、タイガープロダクションに入社。『ゲゲゲの鬼太郎』（第3シリーズ）に制作進行として参加し、テレビアニメ『ミスター味っ子』で演出家デビュー。その後はイージー・フィルムに拠点を移し、多数のアニメ作品で演出を務める。フリーとなった後、『はれときどきぶた』で監督デビュー。以後は監督・演出作品において、実写やミュージカルを取り入れたり、独自の世界観（俗に「ナベシンワールド」と呼ばれる）の漂う作風を発揮するようになる。
現在、深夜アニメでは主にSILVER LINK.作品の、全日帯系では主に女児向けアニメ（『プリティーリズム』シリーズや『リルリルフェアリル〜妖精のドア〜』など）の絵コンテ制作を中心に活動している。

## 人物

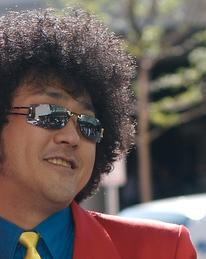
ルパン三世を意識したジャケット・ネクタイを着用するワタナベシンイチ

幼少時代は自作の漫画で人を笑わせることが好きであり、将来の夢は漫画家であったが、高校時代は一般的な社会人になるつもりでいた（前述の理由で断念している）。
アフロヘアと、ルパン三世を意識した原色系のジャケット・ネクタイがシンボルになっており、このスタイルを数十年貫いている。
原作を前述の「ナベシンワールド」と呼ばれるような独特の雰囲気に塗り替えて、全く別の作品のような独自の世界観にするのが特徴。
特に、自分の監督した作品に自分自身のキャラクターを登場させることが多い。デビュー作『はれときどきぶた』ではアニメオリジナルのレギュラーとしてナベシンを登場させたり、『エクセル♥サーガ』以降は自ら声優も務めてカメオ出演することが多い。時には監督ですらないただの各話演出の立場で出演することがあり、『こどものおもちゃ』ではこの立場で声優デビューしており、『ハヤテのごとく!（第1期）』では監督の川口敬一郎に演出・絵コンテに加え出演と言う形でオファーされている。その後、川口が監督した『SKET DANCE』にもやはり出演している。
『ヤマトナデシコ七変化♥』にて初めて「ナベシン（自分自身）」以外のキャラクター（作品中に登場する人物）に声をあて声優デビュー作となった。

## 主な作品

### 監督
1990年代
- はれときどきぶた（1997年 - 1998年） - 監督デビュー作
- 淫魔大都市（1997年） ※2巻まで
- ルパン三世 愛のダ・カーポ〜FUJIKO'S Unlucky Days〜（1999年）
- へっぽこ実験アニメーション エクセル♥サーガ（1999年 - 2000年）

2000年代
- ドッとKONIちゃん（2000年）※第13話まで
- ぷにぷに☆ぽえみぃ（2001年）
- 天地無用! GXP（2002年）
- エクスドライバー Nina&Rei Danger Zone（2002年）
- おろしたてミュージカル 練馬大根ブラザーズ（2006年）
- ヤマトナデシコ七変化♥（2006年 - 2007年）
- 電撃ストライカー アニメーションパート（2011年）
- 超電撃ストライカー アニメーションパート （2012年）
- モンスター・ハイ こわイケガールズ（2014年）

### 絵コンテ・演出
1987年
- ミスター味っ子（1987年 - 1989年、絵コンテ・演出） - 第56話で演出家デビュー

1989年
- 笑ゥせぇるすまん（1989年 - 1992年、絵コンテ・演出） - 渡辺慎一名義
- おぼっちゃまくん（1989年 - 1992年、絵コンテ・演出）

1991年
- 少年アシベ（絵コンテ・演出） - 絵コンテは漢字表記、演出はカタカナ表記

1992年
- 少年アシベ2（1992年 - 1993年、絵コンテ・演出） - 絵コンテは漢字表記、演出はカタカナ表記
- サラダ十勇士トマトマン（1992年 - 1993年、絵コンテ・演出）

1993年
- ドラゴンリーグ（1993年 - 1994年、絵コンテ・演出）
- ジャングルの王者ターちゃん（1993年 - 1994年、絵コンテ・演出） - 渡辺慎一名義

1994年
- おまかせスクラッパーズ（1994年 - 1995年、絵コンテ・演出）
- 赤ずきんチャチャ（1994年 - 1995年、絵コンテ・演出） - 渡辺慎一名義
- ゴールFH（絵コンテ・演出）
- 魔法陣グルグル（1994年 - 1995年、絵コンテ・演出）
- 勇者警察ジェイデッカー（1994年 - 1995年、絵コンテ・演出）

1995年
- バーチャファイター（1995年 - 1996年、絵コンテ・演出）
- 黄金勇者ゴルドラン（1995年 - 1996年、絵コンテ・演出）
- ぼのぼの（1995年 - 1996年、絵コンテ・演出）
- 飛べ!イサミ（1995年 - 1996年、絵コンテ・演出）
- 十二戦支 爆烈エトレンジャー（1995年 - 1996年、絵コンテ・演出）

1996年
- 名犬ラッシー（絵コンテ・演出）
- キテレツ大百科（絵コンテ・演出） - 渡辺慎一名義
- 忍たま乱太郎 - 渡辺慎一名義
- こちら葛飾区亀有公園前派出所（1996年 - 2004年、絵コンテ・演出）
- YAT安心!宇宙旅行（1996年 - 1998年、絵コンテ・演出）
- 魔法少女プリティサミー（1996年 - 1997年、絵コンテ・演出）
- はりもぐハーリー（1996年 - 1997年、絵コンテ・演出）
- ガンバリスト!駿（1996年 - 1997年、絵コンテ・演出）
- こどものおもちゃ（1996年 - 1998年、絵コンテ・演出）

1997年
- スーパーフィッシング グランダー武蔵（絵コンテ・演出）
- 勇者王ガオガイガー（1997年 - 1998年、絵コンテ・演出）

1998年
- 浦安鉄筋家族（絵コンテ・演出）

2000年
- 真・女神転生デビチル（2000年 - 2001年、絵コンテ・演出）

2002年
- 真・女神転生Dチルドレン ライト&ダーク（2002年 - 2003年、絵コンテ・演出）
- まほろまてぃっく〜もっと美しいもの〜（2002年 - 2003年、絵コンテ・演出）

2003年
- クラッシュギアNitro（2003年 - 2004年、絵コンテ・演出）
- ぽぽたん（絵コンテ・演出）
- 神魂合体ゴーダンナー!!（絵コンテ・演出）

2004年
- BURN-UP SCRAMBLE（ED絵コンテ）
- 学園アリス（2004年 - 2005年、絵コンテ・演出）
- うた∽かた（絵コンテ・演出）
- To Heart 〜Remember my Memories〜（絵コンテ・演出）

2005年
- アイシールド21（2005年 - 2008年、絵コンテ・演出）

2006年
- ときめきメモリアル Only Love（2006年 - 2007年、絵コンテ・演出）

2007年
- ハヤテのごとく!（2007年 - 2008年、絵コンテ・演出）
- ムシウタ（絵コンテ）

2008年
- 絶対可憐チルドレン（2008年 - 2009年、絵コンテ・演出）
- きらりん☆レボリューション（絵コンテ）

2009年
- タユタマ -Kiss on my Deity-（絵コンテ・演出）
- メタルファイト ベイブレード（2009年 - 2010年、絵コンテ）
- にゃんこい!（絵コンテ・演出）
- 花咲ける青少年（絵コンテ・演出）

2010年
- バカとテストと召喚獣（絵コンテ・演出）

2011年
- SKET DANCE（2011年 - 2012年、絵コンテ・演出）
- バカとテストと召喚獣にっ!（絵コンテ・演出）
- C3 -シーキューブ-（絵コンテ・演出）

2012年
- プリティーリズム・ディアマイフューチャー（絵コンテ）
- 黄昏乙女×アムネジア（絵コンテ）
- ダンボール戦機W（絵コンテ）
- お兄ちゃんだけど愛さえあれば関係ないよねっ（絵コンテ）

2013年
- D.C.III 〜ダ・カーポIII〜（絵コンテ）

2014年
- のうりん（絵コンテ）
- プリパラ（絵コンテ）
- ガールフレンド（仮）（絵コンテ）

2015年
- 銃皇無尽のファフニール（絵コンテ・演出）
- ジュエルペット マジカルチェンジ（絵コンテ）

2016年
- ナースウィッチ小麦ちゃんR（絵コンテ）
- リルリルフェアリル〜妖精のドア〜（絵コンテ）
- 少年アシベ GO! GO! ゴマちゃん（絵コンテ・演出）
- タイムボカン24（絵コンテ）

2017年
- 妹さえいればいい。（絵コンテ）

2018年
- Midnight Crazy Trail（絵コンテ）
- 軒轅剣 蒼き曜（絵コンテ）
- メルクストーリア -無気力少年と瓶の中の少女-（絵コンテ）

2019年
- 賢者の孫（絵コンテ）
- 七つの大罪 神々の逆鱗（絵コンテ）
- Fate/kaleid liner Prisma☆Illya プリズマ☆ファンタズム（絵コンテ）

2020年
- 魔術士オーフェンはぐれ旅（絵コンテ）
- 痛いのは嫌なので防御力に極振りしたいと思います。（絵コンテ）
- くまクマ熊ベアー（絵コンテ）

2021年
- 最響カミズモード!（絵コンテ）
- 迷宮ブラックカンパニー（絵コンテ）
- ジャヒー様はくじけない!（絵コンテ）
- TSUKIPRO THE ANIMATION 2（絵コンテ）

2022年
- 勇者、辞めます（絵コンテ）
- てっぺんっ!!!!!!!!!!!!!!!（絵コンテ）
- 農民関連のスキルばっか上げてたら何故か強くなった。（絵コンテ）
- 新米錬金術師の店舗経営（絵コンテ）

2023年
- この素晴らしい世界に爆焔を!（絵コンテ）
- 機甲英雄 劇場版 我與我等於無限大（絵コンテ）
- 異世界はスマートフォンとともに。2（絵コンテ）
- 16bitセンセーション ANOTHER LAYER（絵コンテ）
- 経験済みなキミと、経験ゼロなオレが、お付き合いする話。（絵コンテ）
- 僕らの雨いろプロトコル（絵コンテ）
- ティアムーン帝国物語〜断頭台から始まる、姫の転生逆転ストーリー〜（絵コンテ）

2024年
- 佐々木とピーちゃん（絵コンテ）
- バーテンダー 神のグラス（絵コンテ）
- 終末トレインどこへいく?（絵コンテ）
- モブから始まる探索英雄譚（絵コンテ）
- 魔導具師ダリヤはうつむかない（絵コンテ）
- クレヨンしんちゃん（2024年 - 、絵コンテ）
- ぷにるはかわいいスライム（絵コンテ）
- ハイガクラ（絵コンテ）

2025年
- Sランクモンスターの《ベヒーモス》だけど、猫と間違われてエルフ娘の騎士として暮らしてます（絵コンテ）
- メダリスト（絵コンテ）
- 没落予定の貴族だけど、暇だったから魔法を極めてみた（絵コンテ） - 渡邊慎一名義
- Aランクパーティを離脱した俺は、元教え子たちと迷宮深部を目指す。（絵コンテ）
- 空色ユーティリティ（絵コンテ）
- プリンセッション・オーケストラ（絵コンテ）
- アン・シャーリー（絵コンテ）
- ぐらんぶる Season 2（絵コンテ）

### 声優
- こどものおもちゃ（1996年、ワタナベ） - 自らが演出を担当した第27話「同情もしてカネかして」の殺し屋シンイチ役で、声優として初出演。
- へっぽこ実験アニメーション エクセル♥サーガ（1999年、ナベシン）
- ドッとKONIちゃん（2000年、犬アフロ）
- ぷにぷに☆ぽえみぃ（2001年、ナベシン）
- 天地無用! GXP（2002年、NB）
- まほろまてぃっく〜もっと美しいもの〜（2002年、自転車少年）
- おろしたてミュージカル 練馬大根ブラザーズ（2006年、レンタル屋）
- ヤマトナデシコ七変化♥（2006年、謎の声）
- ハヤテのごとく!（2007年、ナベシン執事）
- タユタマ -Kiss on my Deity-（2009年、セールスマン）
- ナースウィッチ小麦ちゃんマジカルて（2002年、ナベシン） - 「ナベシンっぽい人(本人希望)」名義。
- SKET DANCE（2011年、監督、ワタナベ監督、アベック男性）
- ニートくノ一となぜか同棲はじめました（2025年、ナンパA、ナンパBナンパC）

### その他
- 新婚さんいらっしゃい!（2003年、出演）
- TO BE HERO（2016年、ハイパーアフロクリエイター・日本語版監修）

### 受賞歴
- 第3回アニメーション神戸・個人賞[4][5]